# Friedrich Wilhelm Sander

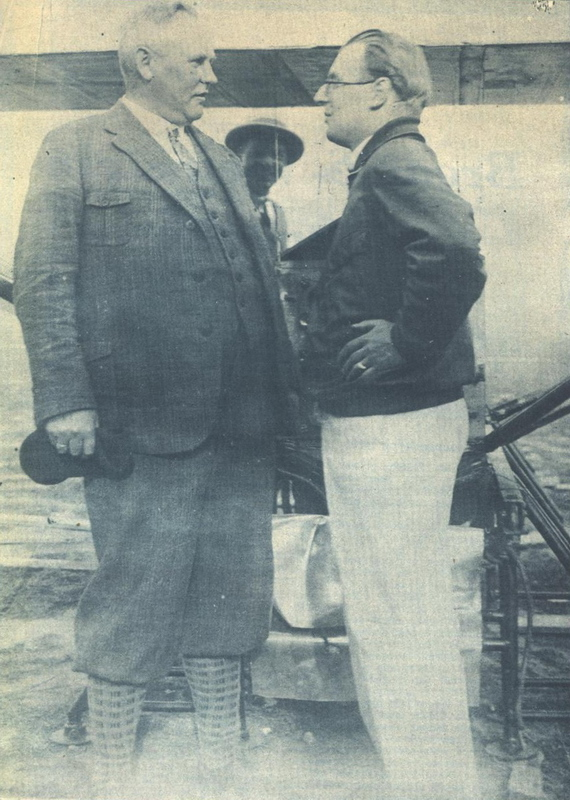
Friedrich Sander (links) und Fritz von Opel vor dem Raketenflugzeug Opel-Sander RAK.1 in Frankfurt-Rebstock am 30. September 1929

Friedrich Wilhelm Sander (* 25. August 1885 in Glatz, Provinz Schlesien; † 15. September 1938 in Berlin) war ein deutscher pyrotechnischer Ingenieur. Der Konstrukteur aus Bremerhaven und Wesermünde war neben Max Valier Wegbegleiter des Raketenpioniers Fritz von Opel.

## Biografie

### Ausbildung und Beruf
Sander war der Sohn eines Berufssoldaten. Er ging in Uslar am südwestlichen Rand des Sollings zur Schule und lernte danach als Maschinenbauer. Am Technikum Strelitz in Altstrelitz in Mecklenburg wurde er um 1908/09 Ingenieur.
1909 zog Sander nach Bremerhaven. Hier war er in verschiedenen Bereichen tätig. Er übernahm 1920 die ab 1853 bestehende Firma des Büchsenmachermeisters H. G. Cordes, der als Erfinder der Walfangkanone bekannt wurde. Ab 1925 gehörten die von ihm konstruierten Sander’schen Leinen-Raketen-Pistolen zur Rettung Schiffbrüchiger zur Ausrüstung der Rettungsstationen und Boote der Deutschen Gesellschaft zur Rettung Schiffbrüchiger und vieler gleichartiger Organisationen in aller Welt. 1925 kaufte Sander die Schiffstelegrafenfabrik Schultz in Bremerhaven hinzu, wodurch ihm ein größeres, zweigeschossiges Fabrikgebäude in der Fährstraße Nr. 26 als Voraussetzung für die Übernahme von angebotenen Entwicklungsaufträgen der Marine zur Verfügung stand.

### Raketenpionier

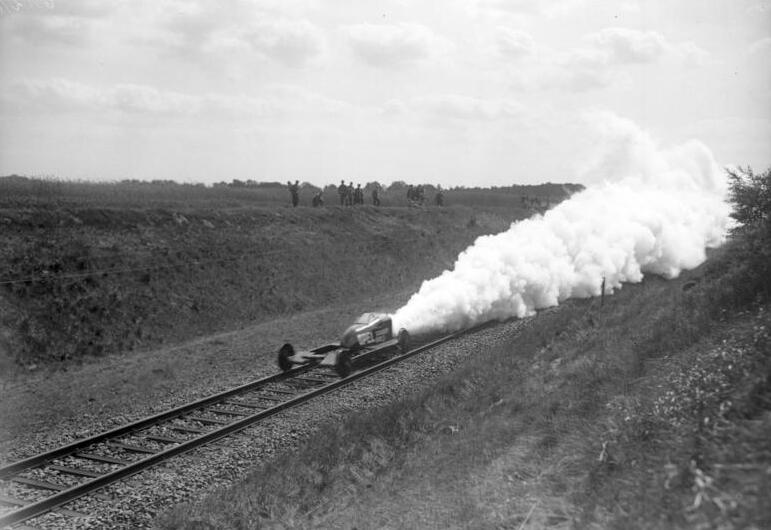
Der unbemannte Raketenwagen RAK 3 am 23. Juni 1928 auf der Bahnstrecke in Burgwedel bei Hannover

Sander arbeitete seit dem Ende der 1920er Jahre mit Fritz von Opel und Max Valier zusammen. Von Opel war 1927 auf die Arbeiten von Sander aufmerksam geworden. Er schickte seinen Beauftragten Valier zu Sander. Dieser hatte ab 1913 Astronomie, Meteorologie, Mathematik und Physik in Innsbruck studiert. Nach dem Ersten Weltkrieg veröffentlichte er 1924 das Buch Der Vorstoß in den Weltenraum, in dem ein Programm zur Entwicklung der Raketentechnik beschrieben ist. Valier war von den technischen Einrichtungen des Unternehmens von Sander beeindruckt. Sander wurde nach Rüsselsheim eingeladen, um gemeinsame Versuche durchzuführen.
Sander baute zusammen mit von Opel, Valier und dem Ingenieur Kurt C. Volkhart den ersten Wagen mit Pulverraketenantrieb, den Opel-Sander-Rakwagen 1. Am 11. April 1928 erreichte Volkhart mit RAK1 eine Geschwindigkeit von 138 km/h und Fritz von Opel mit dem Opel-Sander-Rakwagen 2 am 23. Mai 1928  dann 238 km/h. Am 23. Juni schraubte die unbemannte RAK 3 den Geschwindigkeitsrekord für Schienenfahrzeuge auf einer schnurgeraden Eisenbahnlinie, der „Hasenbahn“ bei Burgwedel, auf 254 km/h. Die Versuche und Veranstaltungen des riesigen Opel-Raketenspektakels machten auch den bescheidenen Sander als „Raketen-Sander“ weltweit bekannt.
Sander verlagerte seinen vergrößerten Betrieb an die Straße Am Deich 23 (heute Bussestraße) im Wesermünder Ortsteil Geestemünde. Er produzierte u. a. Cordes-Geschütze, Gewehre zum Leinenschießen, Sander-Raketenpistolen, Raketen, Signalmittel. Noch heute werden für das Seenotrettungssystem seine Erfindungen kaum verändert nachgebaut. Seinen Firmenbriefkopf zierte stolz der Hinweis auf „30 erste Preise des In- und Auslandes“.
Die ersten europäischen Aktivitäten mit Flüssigraketen wurden ab 1928 ebenfalls von Sander im Rahmen von Opel RAK durchgeführt. In diesem Kontext fanden gemäß dem Buch „Raketenfahrt“ von Max Valier im April 1929 auch die ersten europäischen Starts von Flüssigraketen statt.
Um die wachsenden Entwicklungsaufträge von Heer und Luftwaffe reibungslos durchführen zu können, baute Sander zudem in dem Ortsteil Wulsdorf, Vieländer Weg, eine weitere Raketenfabrik und stattete sie mit den damals modernsten Pressen und Maschinen aus.
1935 schränkten die Nationalsozialisten die kommerzielle Raketenentwicklung drastisch ein. Sanders Fabriken gerieten dadurch in finanzielle Schwierigkeiten. Der verbitterte Sander verkaufte trotz des Verbots seine Raketen an das verbündete Italien. Am 31. Januar 1935 wurde Sander von der Gestapo deshalb verhaftet, nach Untersuchungshaft im April 1935 wieder entlassen, im November 1935 wieder festgenommen und im September 1936 zu viereinhalb Jahren Gefängnis und hohen Geldstrafen wegen „fahrlässigen Landesverrates“ durch das Hanseatische Oberlandesgericht verurteilt. Seine gesamtem Unterlagen wurden beschlagnahmt und er wurde zum Verkauf seiner Fabriken zu einem Spottpreis gezwungen, die in die neu gegründete Donar GmbH überführt wurden und auch noch nach dem Krieg unter diesem Namen weiter existierten.
Ostern 1938 wurde Sander entlassen. In Berlin wurde für ihn ein Labor eingerichtet, in dem er unter polizeilicher Aufsicht experimentieren durfte. Er starb am 15. September 1938 plötzlich (vermutlich an einem Herzinfarkt, infolge des Gefängnisaufenthaltes), als er Bekannte besuchte.
Die beschlagnahmten Unterlagen über die Raketenentwicklungen von Friedrich Sander und seiner Firma sind bis heute verschollen.

### Ehrungen

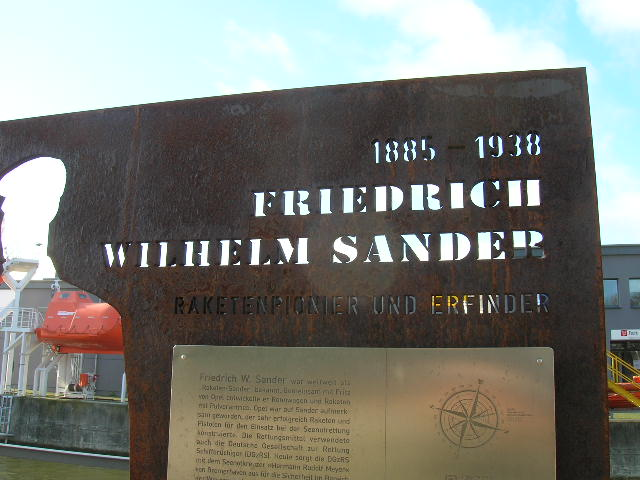
Sander-Stele am Geestemünder Hauptkanal

- 1929: Goldene Ehrenmedaille der Stadt Wesermünde[6]
- 1968: Der Vieländer Weg in Wulsdorf wurde in F.-W.-Sander-Weg umbenannt.
- 2010: Sander-Stele auf der Forschermeile